# Copa irlandesa de futbol
La Copa irlandesa de futbol, FAI Cup o Football Association of Ireland Senior Challenge Cup, és una competició futbolística per eliminatòries que es disputa a la República d'Irlanda (a més del Derry City d'Irlanda del Nord). És organitzat per la FAI (Football Association of Ireland).
Als seus inicis es va anomenar Free State Cup. Amb anterioritat a la creació de la competició, els clubs del país van disputar la copa irlandesa (unificada). Shelbourne, Bohemians i Derry City són els únics clubs que han guanyat les dues competicions. L'any 2002 es van disputar dos campionats a causa del canvi de dates de les competicions irlandeses, de temporada partida (agost-juny) a temporada anual.
Durant els anys 2000 fou patrocinada per l'empresa Ford Motor Company. L'any 2024 el patrocinador era Sports Direct.

## Historial
Font:
| Temporada | Campió                     | Resultat           | Finalista              |
| --------- | -------------------------- | ------------------ | ---------------------- |
| 1922      | St. James' Gate (1)        | 1-1, 1-0           | Shamrock Rovers        |
| 1923      | Alton United (1)           | 1-0                | Shelbourne             |
| 1924      | Athlone Town (1)           | 1-0                | Fordsons               |
| 1925      | Shamrock Rovers (1)        | 2-1                | Shelbourne             |
| 1926      | Fordsons (1)               | 3-2                | Shamrock Rovers        |
| 1927      | Drumcondra (1)             | 1-1, 1-0           | Brideville             |
| 1928      | Bohemians (1)              | 2-1                | Drumcondra             |
| 1929      | Shamrock Rovers (2)        | 0-0, 3-0           | Bohemians              |
| 1930      | Shamrock Rovers (3)        | 1-0                | Brideville             |
| 1930-31   | Shamrock Rovers (4)        | 1-1, 1-0           | Dundalk                |
| 1931-32   | Shamrock Rovers (5)        | 1-0                | Dolphin                |
| 1932-33   | Shamrock Rovers (6)        | 3-3, 3-0           | Dolphin                |
| 1933-34   | Cork (2)                   | 2-1                | St. James' Gate        |
| 1934-35   | Bohemians (2)              | 4-3                | Dundalk                |
| 1935-36   | Shamrock Rovers (7)        | 2-1                | Cork                   |
| 1936-37   | Waterford FC (1)           | 2-1                | St. James' Gate        |
| 1937-38   | St. James' Gate (2)        | 2-1                | Dundalk                |
| 1938-39   | Shelbourne (1)             | 1-1, 1-0           | Sligo Rovers           |
| 1939-40   | Shamrock Rovers (8)        | 3-0                | Sligo Rovers           |
| 1940-41   | Cork United (1)            | 2-2, 3-1           | Waterford FC           |
| 1941-42   | Dundalk (1)                | 3-1                | Cork United            |
| 1942-43   | Drumcondra (2)             | 2-1                | Cork United            |
| 1943-44   | Shamrock Rovers (9)        | 3-2                | Shelbourne             |
| 1944-45   | Shamrock Rovers (10)       | 1-0                | Bohemians              |
| 1945-46   | Drumcondra (3)             | 2-1                | Shamrock Rovers        |
| 1946-47   | Cork United (2)            | 2-2, 2-1           | Bohemians              |
| 1947-48   | Shamrock Rovers (11)       | 2-1                | Drumcondra             |
| 1948-49   | Dundalk (2)                | 3-0                | Shelbourne             |
| 1949-50   | Transport (1)              | 2-2, 2-2, 3-1      | Cork Athletic          |
| 1950-51   | Cork Athletic (1)          | 1-1, 1-0           | Shelbourne             |
| 1951-52   | Dundalk (3)                | 1-1, 3-0           | Cork Athletic          |
| 1952-53   | Cork Athletic (2)          | 2-2, 2-1           | Evergreen United       |
| 1953-54   | Drumcondra (4)             | 1-0                | St. Patrick's Athletic |
| 1954-55   | Shamrock Rovers (12)       | 1-0                | Drumcondra             |
| 1955-56   | Shamrock Rovers (13)       | 3-2                | Cork Athletic          |
| 1956-57   | Drumcondra (5)             | 2-0                | Shamrock Rovers        |
| 1957-58   | Dundalk (4)                | 1-0                | Shamrock Rovers        |
| 1958-59   | St. Patrick's Athletic (1) | 2-2, 2-1           | Waterford FC           |
| 1959-60   | Shelbourne (2)             | 2-0                | Cork Hibernians        |
| 1960-61   | St. Patrick's Athletic (2) | 2-1                | Drumcondra             |
| 1961-62   | Shamrock Rovers (14)       | 4-1                | Shelbourne             |
| 1962-63   | Shelbourne (3)             | 2-0                | Cork Hibernians        |
| 1963-64   | Shamrock Rovers (15)       | 1-1, 2-1           | Cork Celtic            |
| 1964-65   | Shamrock Rovers (16)       | 2-0                | Limerick               |
| 1965-66   | Shamrock Rovers (17)       | 2-0                | Limerick               |
| 1966-67   | Shamrock Rovers (18)       | 3-2                | St. Patrick's Athletic |
| 1967-68   | Shamrock Rovers (19)       | 3-0                | Waterford FC           |
| 1968-69   | Shamrock Rovers (20)       | 1-1, 4-1           | Cork Celtic            |
| 1969-70   | Bohemians (3)              | 0-0, 0-0, 2-1      | Sligo Rovers           |
| 1970-71   | Limerick (1)               | 0-0, 3-0           | Drogheda United        |
| 1971-72   | Cork Hibernians (1)        | 3-0                | Waterford FC           |
| 1972-73   | Cork Hibernians (2)        | 0-0, 1-0           | Shelbourne             |
| 1973-74   | Finn Harps (1)             | 3-1                | St. Patrick's Athletic |
| 1974-75   | Home Farm (1)              | 1-0                | Shelbourne             |
| 1975-76   | Bohemians (4)              | 1-0                | Drogheda United        |
| 1976-77   | Dundalk (5)                | 2-0                | Limerick               |
| 1977-78   | Shamrock Rovers (21)       | 1-0                | Sligo Rovers           |
| 1978-79   | Dundalk (6)                | 2-0                | Waterford FC           |
| 1979-80   | Waterford FC (2)           | 1-0                | St. Patrick's Athletic |
| 1980-81   | Dundalk (7)                | 2-0                | Sligo Rovers           |
| 1981-82   | Limerick United (2)        | 1-0                | Bohemians              |
| 1982-83   | Sligo Rovers (1)           | 2-1                | Bohemians              |
| 1983-84   | UCD (1)                    | 2-1                | Shamrock Rovers        |
| 1984-85   | Shamrock Rovers (22)       | 1-0                | Galway United          |
| 1985-86   | Shamrock Rovers (23)       | 2-0                | Waterford United       |
| 1986-87   | Shamrock Rovers (24)       | 3-0                | Dundalk                |
| 1987-88   | Dundalk (8)                | 1-0                | Derry City             |
| 1988-89   | Derry City (1)             | 0-0, 1-0           | Cork City              |
| 1989-90   | Bray Wanderers (1)         | 3-0                | St. Francis            |
| 1990-91   | Galway United (1)          | 1-0                | Shamrock Rovers        |
| 1991-92   | Bohemians (5)              | 1-0                | Cork City              |
| 1992-93   | Shelbourne (4)             | 1-0                | Dundalk                |
| 1993-94   | Sligo Rovers (2)           | 1-0                | Derry City             |
| 1994-95   | Derry City (2)             | 2-1                | Shelbourne             |
| 1995-96   | Shelbourne (5)             | 1-1, 2-1           | St. Patrick's Athletic |
| 1996-97   | Shelbourne (6)             | 2-0                | Derry City             |
| 1997-98   | Cork City (1)              | 0-0, 2-0           | Shelbourne             |
| 1998-99   | Bray Wanderers (2)         | 0-0, 2-2, 2-1      | Finn Harps             |
| 1999-00   | Shelbourne (7)             | 0-0, 1-0           | Bohemians              |
| 2000-01   | Bohemians (6)              | 1-0                | Longford Town          |
| 2001-02   | Dundalk (9)                | 2-1                | Bohemians              |
| 2002      | Derry City (3)             | 1-0                | Shamrock Rovers        |
| 2003      | Longford Town (1)          | 2-0                | St. Patrick's Athletic |
| 2004      | Longford Town (2)          | 2-1                | Waterford United       |
| 2005      | Drogheda United (1)        | 2-0                | Cork City              |
| 2006      | Derry City (4)             | 4-3 (prò.)         | St. Patrick's Athletic |
| 2007      | Cork City (2)              | 1-0                | Longford Town          |
| 2008      | Bohemians (7)              | 2-2 (prò.) (4-2 p) | Derry City             |
| 2009      | Sporting Fingal (1)        | 2-1                | Sligo Rovers           |
| 2010      | Sligo Rovers (3)           | 0-0 (prò.) (2-0 p) | Shamrock Rovers        |
| 2011      | Sligo Rovers (4)           | 1-1 (prò.) (4-1 p) | Shelbourne             |
| 2012      | Derry City (5)             | 3-2 (prò.)         | St. Patrick's Athletic |
| 2013      | Sligo Rovers (5)           | 3-2                | Drogheda United        |
| 2014      | St. Patrick's Athletic (3) | 2-0                | Derry City             |
| 2015      | Dundalk (10)               | 1-0 (prò.)         | Cork City              |
| 2016      | Cork City (3)              | 1-0 (prò.)         | Dundalk                |
| 2017      | Cork City (4)              | 1-1 (prò.) (5-3 p) | Dundalk                |
| 2018      | Dundalk (11)               | 2-1                | Cork City              |
| 2019      | Shamrock Rovers (25)       | 1-1 (prò.) (4-2 p) | Dundalk                |
| 2020      | Dundalk (12)               | 4-2 (prò.)         | Shamrock Rovers        |
| 2021      | St. Patrick's Athletic (4) | 1-1 (prò.) (4-3 p) | Bohemians              |
| 2022      | Derry City (6)             | 4-0                | Shelbourne             |
| 2023      | St. Patrick's Athletic (5) | 3-1                | Bohemians              |

1. ↑  Anteriorment anomenat Fordsons FC.
2. ↑  Canvi de dates. L'any 2002 la temporada irlandesa es va traslladar de la tradicional d'agost-maig a la temporada anual; per això es van celebrar dues edicions de la Copa Nacional. El primer, jugat a l'abril, el va guanyar Dundalk; el segon, jugat al novembre, el va guanyar Derry City.